# Frontier Developments
Frontier Developments es una empresa británica desarrolladora de videojuegos. La empresa tiene su sede en Cambridge, Inglaterra, y fue originalmente fundada por David Braben, desarrollando primeramente el videojuego Frontier: The sequel to the groundbreaking Elite.
Frontier fue lanzado a la venta en 1993 y obtuvo buenas críticas y alto éxito comercial. Luego en 1995 se lanzó una expansión, First Encounters, sin embargo la empresa editora de esta expansión (Gametek) publicó una versión inacabada de este juego que contenía muchos errores, lo que conllevó a una mala evaluación y a la baja de ventas del juego, ocasionando que Frontier Developments posteriormente iniciara acciones legales contra Gametek. El problema fue finalmente resuelto en 1999. La empresa afirma estar trabajando en una nueva expansión de Elite, bajo el título Elite 4, pero este ha estado en desarrollo desde 1998 llevando a muchos observadores a la etiqueta del juego Vaporware.
Aparte de la serie Elite, Frontier Developments ha sido responsable de una popular saga de juegos de PC y consola, incluidos Dog's Life y partes de la saga RollerCoaster Tycoon. La compañía también hace videojuegos para Wallace y Gromit, y ha publicado Wallace y Gromit: Preyecto zoológico y el juego de Wallace & Gromit: The Curse of the Were-Rabbit.
Frontier Developments es una sociedad de responsabilidad limitada y se creó en enero de 1994. La empresa sigue siendo dirigida por David Braben, en la posición de Presidente.

## Videojuegos
| Año  | Videojuego                                     | Distribuidora(s)            | Plataforma                                              |
| ---- | ---------------------------------------------- | --------------------------- | ------------------------------------------------------- |
| 1994 | Frontier: Elite II                             | GameTek, Konami             | Amiga CD32                                              |
| 1995 | Frontier: First Encounters                     | GameTek, Konami             | DOS, Windows, Mac, Linux                                |
| 1995 | Darxide                                        | Sega                        | Sega 32X                                                |
| 1998 | V2000                                          | Grolier Interactive         | Windows, PS1                                            |
| 2000 | Infestation                                    | Ubisoft                     | Windows                                                 |
| 2003 | Darxide EMP                                    | Frontier Developments       | Pocket PC, Nokia Series 60 Mobile phones                |
| 2003 | Wallace & Gromit in Project Zoo                | BAM! Entertainment          | Windows, Xbox, PS2, GCN                                 |
| 2003 | Dog's Life                                     | Sony Computer Entertainment | PS2                                                     |
| 2004 | RollerCoaster Tycoon 3                         | Atari, Inc.                 | Windows, OS X                                           |
| 2005 | RollerCoaster Tycoon 3: Soaked!                | Atari, Inc.                 | Windows, OS X                                           |
| 2005 | RollerCoaster Tycoon 3: Wild!                  | Atari, Inc.                 | Windows, OS X                                           |
| 2005 | Wallace & Gromit: The Curse of the Were-Rabbit | Konami                      | PS2, Xbox                                               |
| 2006 | Thrillville                                    | LucasArts                   | PS2, Xbox, PSP                                          |
| 2007 | Thrillville: Off the Rails                     | LucasArts                   | PS2, Xbox 360, PSP, DS, Wii, Windows                    |
| 2008 | LostWinds                                      | Frontier Developments       | iOS, WiiWare                                            |
| 2009 | LostWinds 2: Winter of the Melodias            | Frontier Developments       | iOS, WiiWare                                            |
| 2010 | Kinectimals                                    | Microsoft Game Studios      | Xbox 360, Windows Phone, iOS, Android                   |
| 2011 | Kinectimals: Now with Bears                    | Microsoft Game Studios      | Xbox 360, Windows Phone, iOS, Android                   |
| 2011 | Kinect Disneyland Adventures                   | Microsoft Game Studios      | Xbox 360                                                |
| 2012 | Coaster Crazy                                  | Frontier Developments       | iOS                                                     |
| 2013 | Zoo Tycoon                                     | Microsoft Game Studios      | Xbox One, Xbox 360                                      |
| 2013 | Coaster Crazy Deluxe                           | Frontier Developments       | Wii U                                                   |
| 2014 | Tales From Deep Space                          | Amazon Game Studios         | Fire                                                    |
| 2014 | Elite: Dangerous                               | Frontier Developments       | Windows                                                 |
| 2015 | Screamride                                     | Microsoft Studios           | Xbox One, Xbox 360                                      |
| 2015 | Elite: Dangerous                               | Frontier Developments       | OS X, Xbox One                                          |
| 2015 | Tales From Deep Space                          | Amazon Game Studios         | iOS                                                     |
| 2015 | RollerCoaster Tycoon 3                         | Frontier Developments       | iOS                                                     |
| 2015 | Elite Dangerous: Horizons                      | Frontier Developments       | Windows                                                 |
| 2016 | Elite Dangerous: Arena                         | Frontier Developments       | Windows                                                 |
| 2016 | Planet Coaster                                 | Frontier Developments       | Windows                                                 |
| 2018 | Jurassic World Evolution                       | Frontier Developments       | Windows, PlayStation 4, Xbox One                        |
| 2019 | Planet Zoo                                     | Frontier Developments       | Windows, PlayStation 4, Xbox One                        |
| 2021 | Jurassic World Evolution 2                     | Frontier Developments       | Windows, PlayStation 4 y 5, Xbox One, Xbox Series X y S |
| 2022 | F1 Manager 22                                  | Frontier Developments       | Windows, Playstation 4 y 5, Xbox One, Xbox Series X y S |